# Rinaldo Amorim
Rinaldo Luís Dias Amorim, mais conhecido como Rinaldo Amorim ou Rinaldo (Jurema, 19 de fevereiro de 1941 – Cabo de Santo Agostinho, 4 de abril de 2023), foi um futebolista brasileiro que atuava como ponta esquerda.

## Carreira
Rinaldo fez parte da primeira "Academia" da Sociedade Esportiva Palmeiras. Conquistou diversos títulos e atuou pela equipe alviverde em 166 partidas com 96 vitórias, 35 empates, 35 derrotas e 61 gols marcados. Jogou também por Náutico, Fluminense, Auto Esporte, Treze e Coritiba, encerrando a carreira em 1972, na União Barbarense. Chegou ainda a ser técnico do Treze em 1997.
Pela Seleção Brasileira, disputou 11 jogos e marcou 5 gols. Foi um dos 47 jogadores pré-convocados por Vicente Feola durante a preparação para a Copa de 1966, mas não integrou a lista dos 22 atletas que participaram do torneio.
Rinaldo, morreu no dia 4 de abril de 2023, aos 81 anos, vítima de uma pneumonia.

## Títulos
Náutico
- Campeonato Pernambucano: 1960 e 1963

Palmeiras
- Campeonato Brasileiro: 1967 (Robertão) e 1967 (Taça Brasil)
- Torneio Rio-São Paulo: 1965
- Campeonato Paulista: 1966